# Rubus dahmsianus
Rubus dahmsianus är en rosväxtart som beskrevs av G.H.Loos. Rubus dahmsianus ingår i släktet rubusar, och familjen rosväxter. Inga underarter finns listade i Catalogue of Life.